# Hydrophilus acuminatus
Hydrophilus acuminatus es una especie de escarabajo acuático del género Hydrophilus, familia Hydrophilidae. Fue descrita científicamente por Motschulsky en 1854.
Se distribuye por Japón, Rusia (Extremo Oriente), Corea, Birmania, China (Pekín, Fujian, Guizhou, Hebei, Mongolia Interior, Sichuan, Tíbet, Cantón, Hong Kong, Jiangxi, Shanghái, Yunnan, Zhejiang), Indonesia (Sumatra), Vietnam y Taiwán.
Mide 40 milímetros de longitud.